# 霍韬墓
霍韬墓，位于中国广东省广州市增城区永和镇九和乡龙山，现为广州市文物保护单位，类型为古墓葬，公布时间为1999年7月。
霍韬墓的历史年代为1540。